# Vanliga kondriter

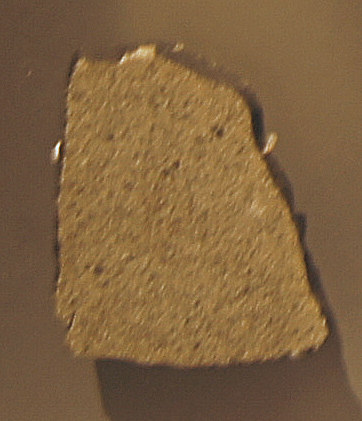
Hodges meteorit, fragmentet i National Museum of Natural History, Smithsonian Institute

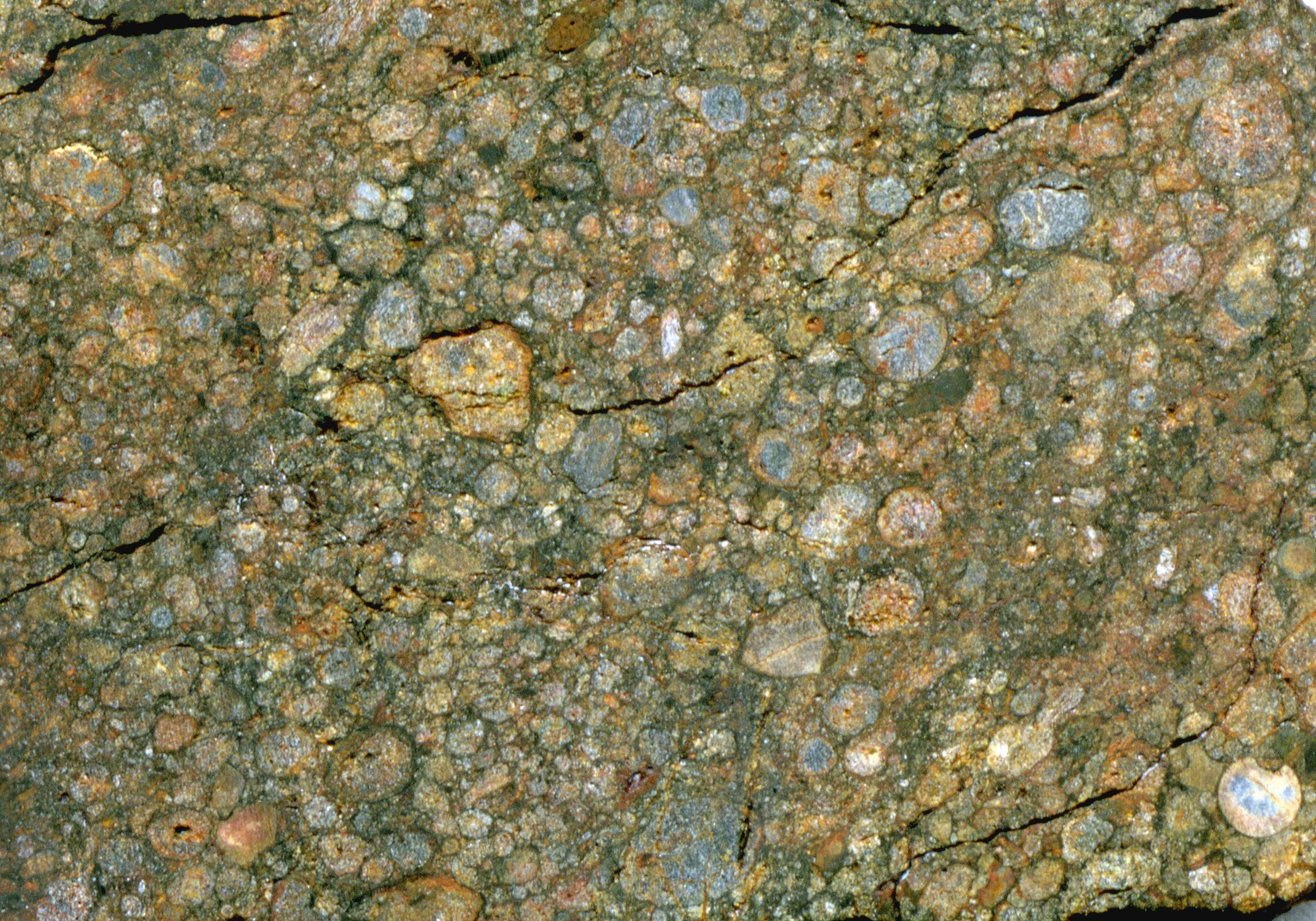
Skiva av vanligkondriten NWA 3189, omkring 2,2 cm tvärs över

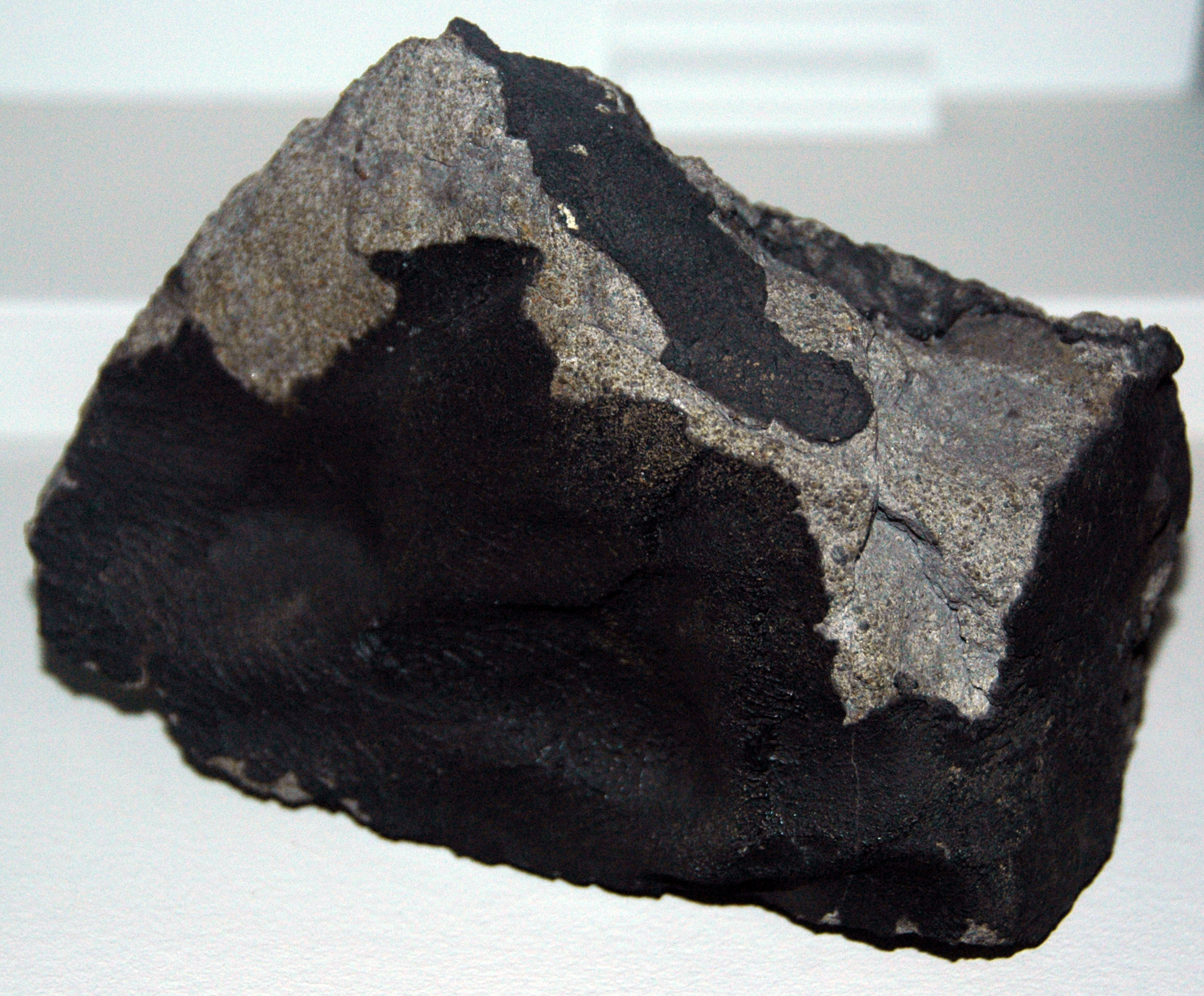
Ochanskmeteoriten, hittad 1887 i Ryssland

Vanliga kondriter, ibland benämnda O-kondriter, är en grupp av kondriter, som i sin tur en typ av stenmeteoriter. Vanliga kondriter utgör den vanligaste typen av kondriter, och står för 87 % av alla fynd.

## Kemisk sammansättning
Gruppen vanliga kondriter har tre mineralogiskt och kemiskt olika undergrupper. Dessa skiljer sig åt beträffande järninnehåll i form av järn och järnoxid i silikaten:
- H-kondriter har den [h]ögsta sammantagna järnhalten, med hög järnhalt, men en lägre järnoxidhalt
- L-kondriter har [l]ägre sammantagen järnhalt, med låg järnhalt, men högre järnoxid
- LL-kondriter har låg sammanlagd järnhalt, med låg järnhalt, men den högsta järnoxidhalten

## Ursprung
Det antas att de vanliga kondriterna inte är representativa för sina moderasteroider, utan snarare har varit undantag som varit förmånligt placerade för att bli de fragment som tagit sig igenom jordens atmosfär. Sådana positioner är till exempel nära  kirkwoodgap i huvudasteroidbältet. Endast en asteroid, 3628 Božněmcová, har kunnat identifieras med ett spektrum som liknar det för de vanliga kondriterna.
En möjlig modermateria till H-kondriter, vilka utgör 46% av de vanliga kondriterna, är 6 Hebe.
Det anses troligt att vanliga kondriter utgör ett urval som har sitt ursprung i enbart ett fåtal asteroider. Dessa asteroider har råkat vara på rätt plats i rätt ögonblick för att kunna skicka många fragment mot jorden, i det nuvarande korta "tidsfönstret" i solsystemets historia.